# جنت لیانگ
جنت لیانگ (انگلیسی: Janet Leung؛ زادهٔ ۲۵ آوریل ۱۹۹۴) بازیکن سافت‌بال اهل کانادا است.
وی در مسابقات کشوری و بین‌المللی در مجموع برندهٔ ۱ مدال نقره، ۱ مدال برنز شده‌است.